# Saison 2018 de l'équipe cycliste Tarteletto-Isorex
La saison 2018 de l'équipe cycliste Tarteletto-Isorex est la quatorzième de cette équipe.

## Préparation de la saison 2018

### Arrivées et départs
| Arrivées               | Équipe 2017                        |
| ---------------------- | ---------------------------------- |
| David Boucher          | Pauwels Sauzen-Vastgoedservice     |
| Bryan Boussaer         | ILLI-Bikes                         |
| Jelle Cant             | ERA-Circus                         |
| Kevin De Jonghe        | Cibel-Cebon                        |
| Arne De Groote         | Baguet-MIBA Poorten-Indulek-Derito |
| Thomas Brayan-Lund     | Vetrapo                            |
| Alexander Maes         | Cibel-Cebon                        |
| Ruben Scheire          | BCV Works CT Ingelmunster          |
| Ylber Sefa             | Asfra Racing Oudenaarde            |
| Sergio Torres          | Asfra Racing Oudenaarde            |
| Polychrónis Tzortzákis | RTS-Monton Racing                  |
| Louis Verhelst         | Pauwels Sauzen-Vastgoedservice     |

| Départs             | Équipe 2018                    |
| ------------------- | ------------------------------ |
| Ciske Aneca         | Tops Antiek-Glascentra         |
| Lorenzo Blomme      | Tops Antiek-Glascentra         |
| Gianni Bossuyt      |                                |
| Jonathan Breyne     | Meubelen Gaverzicht-Glascentra |
| Michael Cools       | T.Palm-Pôle Continental Wallon |
| Thomas De Troch     |                                |
| Jonas Degroote      | Tarteletto-Isorex Cyclocross   |
| Boris Dron          |                                |
| Laurent Pieters     | Vetrapo                        |
| Matthias Vandewalle | Home Solution-Soenens          |
| Kevin Verwaest      | Differdange-Losch              |

## Coureurs et encadrement technique

### Effectif

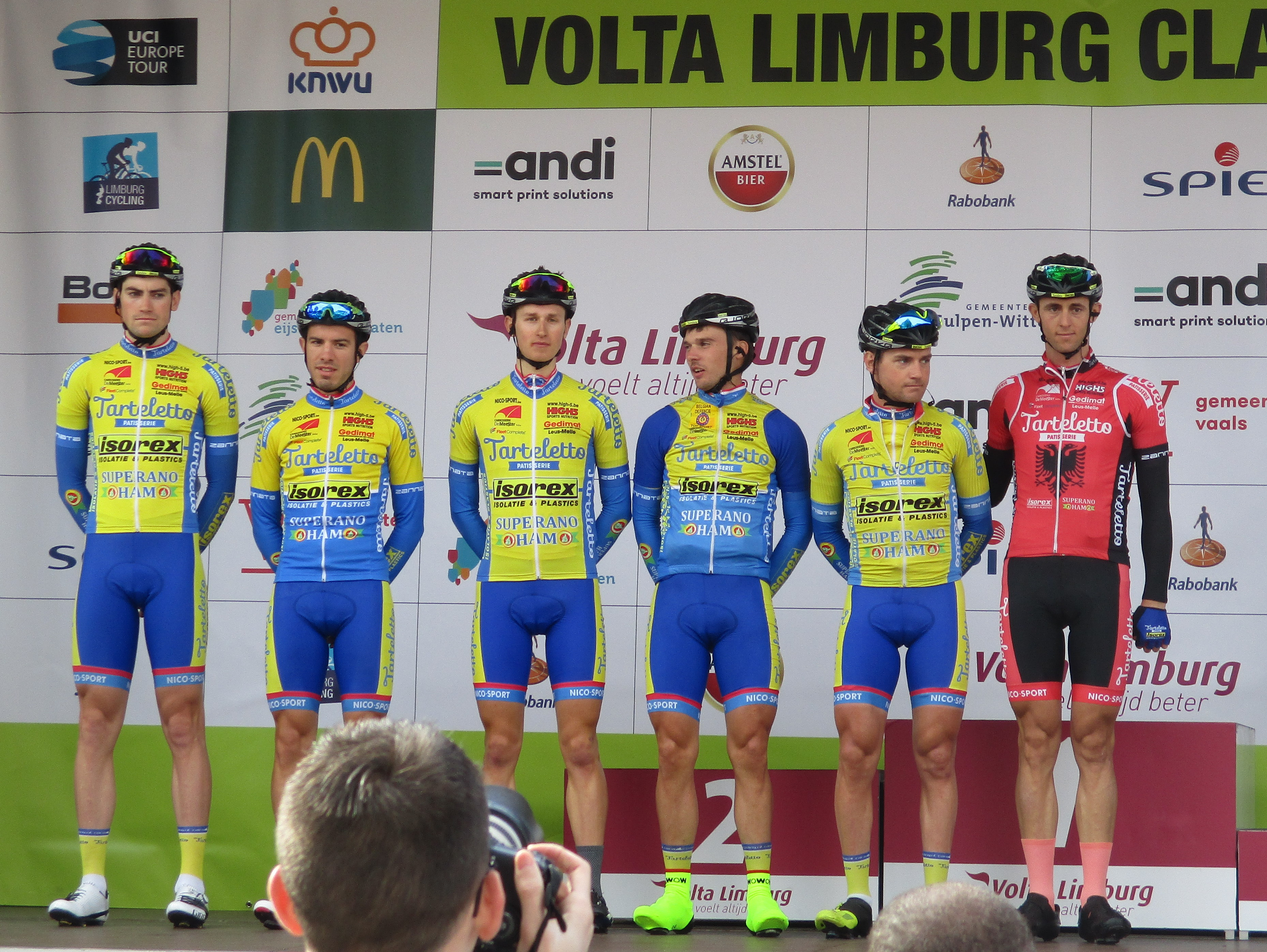
Coureurs de l'équipe lors de la Volta Limburg Classic.

| Cycliste               | Date de naissance | Nationalité | Équipe 2017                        |  |
| ---------------------- | ----------------- | ----------- | ---------------------------------- |  |
| David Boucher          | 17 mars 1980      | Belgique    | Pauwels Sauzen-Vastgoedservice     |  |
| Bryan Boussaer         | 19 novembre 1996  | Belgique    | ILLI-Bikes                         |  |
| Jelle Cant             | 19 juin 1992      | Belgique    | ERA-Circus                         |  |
| Arne De Groote         | 2 avril 1997      | Belgique    | Baguet-MIBA Poorten-Indulek-Derito |  |
| Kevin De Jonghe        | 4 décembre 1991   | Belgique    | Cibel-Cebon                        |  |
| Niels De Rooze         | 6 septembre 1992  | Belgique    | Tarteletto-Isorex                  |  |
| Andrew Leigh           | 16 mars 1995      | Royaume-Uni | Tarteletto-Isorex                  |  |
| Thomas Brayan-Lund     | 4 avril 1997      | Danemark    | Vetrapo                            |  |
| Alexander Maes         | 20 juin 1993      | Belgique    | Cibel-Cebon                        |  |
| Jelle Mannaerts        | 14 octobre 1991   | Belgique    | Tarteletto-Isorex                  |  |
| Rob Ruijgh             | 12 novembre 1986  | Pays-Bas    | Tarteletto-Isorex                  |  |
| Ruben Scheire          | 6 décembre 1991   | Belgique    | BCV Works CT Ingelmunster          |  |
| Ylber Sefa             | 15 février 1991   | Albanie     | Asfra Racing Oudenaarde            |  |
| Abram Stockman         | 31 juillet 1996   | Belgique    | Tarteletto-Isorex                  |  |
| Michiel Stockman       | 31 juillet 1996   | Belgique    | Tarteletto-Isorex                  |  |
| Sergio Torres          | 14 septembre 1991 | Espagne     | Asfra Racing Oudenaarde            |  |
| Polychrónis Tzortzákis | 3 janvier 1989    | Grèce       | RTS-Monton Racing                  |  |
| Louis Verhelst         | 28 août 1990      | Belgique    | Pauwels Sauzen-Vastgoedservice     |  |

## Bilan de la saison

### Victoires
| Date | Course | Pays | Classe | Vainqueur |
| ---- | ------ | ---- | ------ | --------- |